# Canton de Toulon-4
Le canton de Toulon-4 est une circonscription électorale française située dans le département du Var et la région Provence-Alpes-Côte d'Azur.

## Géographie
Ce canton est organisé autour de Toulon dans l'arrondissement de Toulon.

## Histoire
Le canton est créé par la loi du 8 juillet 1901, lors du redécoupage de la ville en quatre cantons. Toulon était auparavant divisée entre les cantons de Toulon-Est et de Toulon-Ouest.
Il a été modifié par le décret du 2 août 1973 créant les cantons de Toulon 5, 6, 7, 8 et 9.
Par décret du 27 février 2014, le nombre de cantons du département est divisé par deux, avec mise en application aux élections départementales de mars 2015. Le canton de Toulon-4 est conservé et voit ses limites territoriales remaniées.

## Représentation

### Conseillers généraux de 1901 à 2015
| Période | Période      | Identité                   | Étiquette                   | Qualité                                                                                                 |
| ------- | ------------ | -------------------------- | --------------------------- | --- |
| 1901    | 1934         | André Charlois (1858-1937) | Rad. puis SFIO              | Menuisier Maire de La Garde (1900-1931)                                                                 |
| 1934    | 1940         | Michel Zunino              | SFIO puis Socialiste unifié | Maire de La Garde (1931-1941) Député (1936-1942)                                                        |
|         |              |                            |                             | |
| 1943    | 1945         | Charles Lamy               |                             | Conseiller municipal de Toulon Nommé conseiller départemental en 1943                                   |
|         |              |                            |                             | |
| 1945    | 1949         | Dominique Lupi             | SFIO                        | Instituteur                                                                                             |
| 1949    | 1955         | Michel Zunino              | PCF                         | Commerçant en vins Maire de La Garde (1945-1957) Député (1936-1942 et 1945-1955)                        |
| 1955    | 1968 (décès) | Lucien Bourgeois           | DVD puis UNR                | Secrétaire comptable à l'Arsenal de Toulon Maire de La Valette-du-Var (1950-1965) Député (1962-1967)    |
| 1968    | 1973         | Maurice Delplace           | PCF                         | Instituteur puis directeur de collège Maire de La Garde Élu en 1973 dans le canton de La Valette-du-Var |
| 1973    | 1976         | Marcel Bayle               | UDR                         | Fonctionnaire municipal Député (1962-1973)                                                              |
| 1976    | 1988         | François Trucy             | DVD puis UDF-PR             | Médecin biologiste Sénateur (1986-2014) Maire de Toulon (1985-1995)                                     |
| 1988    | 2008         | Philippe Goetz             | RPR puis UMP puis Radical   | Chirurgien dentiste Conseiller municipal de Toulon                                                      |
| 2008    | 2015         | Philippe Sans              | UMP puis UDI                | Cardiologue Adjoint au maire de Toulon                                                                  |

### Conseillers d'arrondissement (de 1901 à 1940)
| Période                                  | Période | Identité                   | Étiquette         | Qualité |
| ---------------------------------------- | ------- | -------------------------- | ----------------- | --- |
| 1901                                     | 1907    | M. Gilette                 | POF               | |
| 1907                                     | 1913    | Marius Mounin              | SFIO              | Entrepreneur à La Valette                                                                                   |
| 1913                                     | 1919    | Léon Guérin (1865-1927)    | SFIO              | Commis de marine                                                                                            |
| 1919                                     | 1922    | Charles Fabre (1880-1977)  | SFIO puis PC-SFIC | Instituteur à La Valette, maire de Mazaugues                                                                |
|                                          |         |                            |                   | |
| 1925                                     | 1940    | Jules Vacquier (1889-1965) | SFIO              | Ouvrier à l'Arsenal maritime, conseiller municipal de Toulon                                                |
| 1940                                     |         |                            |                   | Les conseils d'arrondissement ont été suspendus par la loi du 12 octobre 1940 et n'ont jamais été réactivés |
| Les données manquantes sont à compléter. |         |                            |                   | |

### Conseillers départementaux depuis 2015
| Période élective | Période élective | Mandat | Mandat   | Identité            | Nuance | Nuance | Qualité                                                                                                  |
| ---------------- | ---------------- | ------ | -------- | ------------------- | ------ | ------ | --- |
| 2015             | 2021             | 2015   | 2021     | Caroline Depallens  |        | LR     | Opticienne Ancienne conseillère générale du Canton de Toulon-6 (2001-2015) Adjointe au maire de Toulon   |
| 2015             | 2021             | 2015   | 2021     | Jean-Guy Di Giorgio |        | LR     | Commercial Ancien conseiller général du Canton de Toulon-9 (2004-2015) 10e Vice-président du Département |
| 2021             | 2028             | 2021   | en cours | Yannick Chenevard   |        | LR     | Premier adjoint au maire de Toulon                                                                       |
| 2021             | 2028             | 2021   | en cours | Caroline Depallens  |        | LR     | Conseillère sortante                                                                                     |

### Résultats détaillés

#### Élections de mars 2015
À l'issue du 1er tour des élections départementales de 2015, deux binômes sont en ballottage : Caroline Depallens et Jean-Guy Di Giorgio (Union de la Droite, 50,22 %) et Danièle Le Gac et Jean-Yves Waquet (FN, 32,29 %). Le taux de participation est de 48,41 % (16 567 votants sur 34 220 inscrits) contre 49,77 % au niveau départemental et 50,17 % au niveau national.
Au second tour, Caroline Depallens et Jean-Guy Di Giorgio (Union de la Droite) sont élus avec 66,81 % des suffrages exprimés et un taux de participation de 47,77 % (10 288 voix pour 16 348 votants et 34 220 inscrits).

#### Élections de juin 2021
Le premier tour des élections départementales de 2021 est marqué par un très faible taux de participation (33,26 % au niveau national). Dans le canton de Toulon-4, ce taux de participation est de 33,98 % (11 115 votants sur 32 708 inscrits) contre 33,03 % au niveau départemental. À l'issue de ce premier tour, deux binômes sont en ballottage : Yannick Chenevard et Caroline Depallens (LR, 46,7 %) et Nicolas Koutseff et Laure Lavalette (RN, 32,02 %).
Le second tour des élections est marqué une nouvelle fois par une abstention massive équivalente au premier tour. Les taux de participation sont de 34,36 % au niveau national, 36,4 % dans le département et 37,65 % dans le canton de Toulon-4. Yannick Chenevard et Caroline Depallens (LR) sont élus avec 66,85 % des suffrages exprimés (7 848 voix pour 12 313 votants et 32 708 inscrits),,. 

## Composition

### Composition de 1973 à 2015

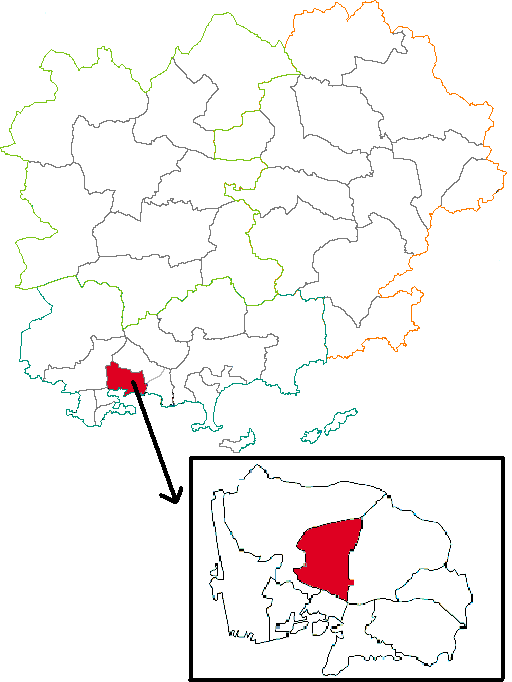
Situation du canton de Toulon-4 dans le Var de 1973 à 2015.

Le canton de Toulon-4 comprenait la portion de territoire de la ville de Toulon déterminée par l'axe des voies ci-après : au Nord, limite avec la commune du Revest, à l'Est, ligne droite partant de la limite de la commune du Revest aboutissant au passage Berthelé, avenue Val-Fleuri, avenue de Siblas, pont François-Fabié, au Sud, la voie ferrée et, à l'Ouest, avenue du Général-Gouraud, avenue Guindon-de-Grandpont, boulevard Azan, avenue de la Samaritaine, ligne idéale partant de l'intersection du boulevard Bianchi et de l'avenue de la Samaritaine pour aboutir à la limite de la commune du Revest.

### Composition depuis 2015
| Nom                            | Code Insee | Intercommunalité                       | Superficie (km2) | Population (dernière pop. légale)                 | Densité (hab./km2) | Modifier                                    |
| ------------------------------ | ---------- | -------------------------------------- | ---------------- | ------------------------------------------------- | ------------------ | ------------------------------------------- |
| Toulon (bureau centralisateur) | 83137      | Métropole Toulon-Provence-Méditerranée | 42,84            | Fraction : 55 378 (2022) Commune : 180 834 (2022) | 4 221              | modifier les données · modifier les données |
| Canton de Toulon-4             | 8322       |                                        |                  | 55 378 (2022)                                     |                    | modifier les données                        |

Le canton comprend désormais la partie de la commune de Toulon non incluse dans les cantons de Toulon-1, Toulon-2 et Toulon-3.

## Démographie

### Démographie avant 2015
| 1962 | 1968 | 1975 | 1982 | 1990   | 1999   | 2006   | 2011   | 2012   |
| ---- | ---- | ---- | ---- | ------ | ------ | ------ | ------ | ------ |
| -    | -    | -    | -    | 10 828 | 10 013 | 10 448 | 10 597 | 10 700 |

### Démographie depuis 2015
En 2022, le canton comptait 55 378 habitants, en évolution de +10,03 % par rapport à 2016 (Var : +4,98 %, France hors Mayotte : +2,11 %).
| 2013   | 2018   | 2022   |
| ------ | ------ | ------ |
| 48 014 | 52 759 | 55 378 |